# La brigada de los sepultureros
La Brigada de los Sepultureros fue una serie de televisión producida por Neptuno Films en coproducción con TV3, doblada en los estudios Alta frecuencia en 2001. La dirección estuvo a cargo de Lola Álvarez y el técnico fue Nacho Mateos. La serie costa de 52 episodios de 13 minutos.

## Sinopsis
Esta historia tiene lugar en un espeluznante cementerio, donde viven tres estrafalarios sepultureros llamados: Lápida, Boris y Sonrisa. Aunque su principal ocupación se trata de la propia del sepulturero (enterrar muertos) al final la mayor parte del tiempo la pasan resolviendo misterios. 

## Personajes[1][2]
| Personaje                      | Actor de doblaje                     |
| Lápida                         | Mariano Peña                         |
| Boris                          | Antoni Inchausti                     |
| Reportero TV (Ep. 49)          | Antoni Inchausti                     |
| Sonrisa                        | Alberto Hidalgo                      |
| Director                       | Alberto Hidalgo                      |
| Voz en off en créditos finales | Jesús Prieto                         |
| Otras voces                    | Juan Carlos Villanueva, Lola Álvarez |

## Capítulos[3]
1. El muerto atómico
2. Boris undergraund
3. Madame soplete
4. La muerte de vacaciones
5. La mancha
6. Hop, un muerto muy vivo
7. ¡Qué nochecita!
8. Entierro gordo
9. El aparcamiento
10. El inspector
11. El perro loco
12. Drácula
13. ¡Vaya zombie!
14. Una cena mortal
15. El reloj de oro
16. La venganza del gallo
17. Sonrisas asesino
18. Un muerto muy sospechoso
19. El sepulturero japonés
20. Los novios
21. El alienígena
22. Autopista al infierno
23. Carcoma
24. El régimen
25. ¿Dónde esta el muerto?
26. Haciendo llamada a su puerta